# Vịt cát Auckland
Vịt cát Auckland (danh pháp khoa học: Mergus australis) là một loài chim hiện đã tuyệt chủng trong họ Vịt. Loài này có cùng kích thước với với vịt cát ngực đỏ (Mergus serrator).